# Форпост-Каргат
Форпост-Каргат (рос. Форпост-Каргат) — село у Каргатському районі Новосибірської області Російської Федерації.
Входить до складу муніципального утворення Форпост-Каргатська сільрада. Населення становить 287 осіб (2010).

## Історія
Згідно із законом від 2 червня 2004 року органом місцевого самоврядування є Форпост-Каргатська сільрада.

## Населення
| 2002 | 2007 | 2010 |
| ---- | ---- | ---- |
| 380  | ↘338 | ↘287 |